# Herb Malty

Herb Malty

Herb Malty jest heraldyczną reprezentacją flagi tego państwa. 
Powyżej tarczy herbowej znajduje się korona murowa (corona muralis) z ośmioma wieżami, z których widocznych jest pięć, co symbolizuje fortyfikacje Malty i jej stolicy. 
Gałązki – oliwna i palmowa – oznaczają pokój i maltańską tradycję. Na wstędze zamieszczony jest napis w języku maltańskim: Repubblika ta' Malta (pol. Republika Malty).

## Historia
Obecny herb Malty został zatwierdzony aktem prawnym w 1988 roku.

1530–1798
Odznaka Brytyjskiego Protektoratu Malty 1875–1898
Kolonia Malty 1898–1943
1943–1964
Państwo Malta 1964–1975
Republika Malty 1975–1988